# Александровськ-Сахалінський район
Алекса́ндровськ-Сахалі́нський район (рос. Александровск-Сахалинский район) — муніципальне утворення (міський округ) у складі Сахалінської області Російської Федерації, єдиний, у якого у назві збереглось слово «район».
Адміністративний центр — місто Александровськ-Сахалінський.

## Географія
Знаходиться на заході острова, на північ від його центральної частини. Із заходу омивається водами Татарської протоки, на півночі межує з Охинським міським округом, на сході — з Ноглицьким та Тимовським міськими округами, на півдні — зі Смирниховським міським округом.
Александровськ-Сахалінський район прирівняний до районів Крайньої Півночі.

## Історія
Александровськ-Сахалінський район утворений 1925 року.
Станом на 2002 рік у складі району існували 1 міська адміністрація, 2 селищні адміністрації та 5 сільських округів:
| Адмінодиниця                                    | Площа, км² | Населення, осіб (2002) | Склад                                       |
| ----------------------------------------------- | ---------- | ---------------------- | ------------------------------------------- |
| Александровськ-Сахалінська міська адміністрація | -          | 12826                  | місто Александровськ-Сахалінський           |
| Дуенська селищна адміністрація                  | -          | 207                    | смт Дуе                                     |
| Мгачинська селищна адміністрація                | -          | 1734                   | смт Мгачі                                   |
| Арковський сільський округ                      | -          | 439                    | село Арково, селища Арково-Берег, Чеховське |
| Віахтинський сільський округ                    | -          | 394                    | село Віахту, селище Трамбаус                |
| Владимировський сільський округ                 | -          | 0                      | село Владимировка                           |
| Михайловський сільський округ                   | -          | 478                    | село Михайловка, селище Корсаковка          |
| Хоенський сільський округ                       | -          | 1278                   | село Хое, селище Тангі                      |

2005 року район перетворено в міський округ, однак у назві залишилось слово «район».

## Населення
Населення — 10887 осіб (2019; 13404 в 2010, 17513 у 2002).
| 1959    | 1970    | 1979    | 1989    | 2002    | 2009    | 2010    |
| ------- | ------- | ------- | ------- | ------- | ------- | ------- |
| 42 593  | ↘15 084 | ↘9860   | ↘8526   | ↘4687   | ↗14 868 | ↘13 404 |
| 2011    | 2012    | 2013    | 2014    | 2015    | 2016    | 2017    |
| ↘13 279 | ↘12 823 | ↘12 256 | ↘11 853 | ↘11 659 | ↘11 523 | ↘11 336 |
| 2018    | 2019    |         |         |         |         |         |
| ↘11 143 | ↘10 887 |         |         |         |         |         |

## Населені пункти
| №  | Місто                       | Населення, осіб (2002) | Населення, осіб (2010) |
| -- | --------------------------- | ---------------------- | ---------------------- |
| 1  | Александровськ-Сахалінський | 12826                  | 10613                  |
| 2  | Арково                      | 293                    | 158                    |
| 3  | Арково-Берег                | 38                     | 38                     |
| 4  | Віахту                      | 284                    | 185                    |
| 5  | Владимировка                | 0                      | 0                      |
| 6  | Дуе                         | 207                    | 112                    |
| 7  | Корсаковка                  | 95                     | 37                     |
| 8  | Мангідай                    | 157                    | 86                     |
| 9  | Мгачі                       | 1734                   | 1034                   |
| 10 | Михайловка                  | 383                    | 330                    |
| 11 | Тангі                       | 352                    | 156                    |
| 12 | Трамбаус                    | 110                    | 99                     |
| 13 | Хое                         | 926                    | 481                    |
| 14 | Чеховське                   | 108                    | 75                     |